# Danh sách loài của chi Hoa chuông
Chi Hoa chuông (Campanula) /kæmˈpænjʊlə/ là một chi thuộc họ Hoa chuông. Danh pháp của chi bắt nguồn từ campanula trong tiếng Latinh có nghĩa là "(chiếc) chuông nhỏ".
Theo Plants of the World Online (POWO), chi Hoa chuông gồm 448 loài, sau đây:
- Campanula acutiloba
- Campanula afganica
- Campanula afra
- Campanula aghrica
- Campanula aizoides
- Campanula aizoon
- Campanula ajugifolia
- Campanula akguelii
- Campanula akhdarensis
- Campanula aktascii
- Campanula alaskana
- Campanula alata
- Campanula albanica
- Campanula aldanensis
- Campanula alisan-kilincii
- Campanula alliariifolia
- Campanula alpestris
- Campanula alphonsii
- Campanula alpina
- Campanula alsinoides
- Campanula amasia
- Campanula anchusiflora
- Campanula andina
- Campanula andrewsii
- Campanula antalyensis
- Campanula antilibanotica
- Campanula argentea
- Campanula argyrotricha
- Campanula ariana
- Campanula aristata
- Campanula armena
- Campanula arvatica
- Campanula asperuloides
- Campanula atlantis
- Campanula aureliana
- Campanula aurita
- Campanula austroadriatica
- Campanula austroxinjiangensis
- Campanula autraniana
- Campanula axillaris
- Campanula baborensis
- Campanula balfourii
- Campanula barbata
- Campanula baskilensis
- Campanula baumgartenii
- Campanula bayerniana
- Campanula bellidifolia
- Campanula bertolae
- Campanula betonicifolia
- Campanula betulifolia
- Campanula bipinnatifida
- Campanula bluemelii
- Campanula bohemica
- Campanula bononiensis
- Campanula bordesiana
- Campanula bornmuelleri
- Campanula bravensis
- Campanula broussonetiana
- Campanula buseri
- Campanula cabezudoi
- Campanula calaminthifolia
- Campanula calcarata
- Campanula calcicola
- Campanula calycialata
- Campanula camptoclada
- Campanula cana
- Campanula candida
- Campanula cantabrica
- Campanula carnica
- Campanula carpatha
- Campanula carpatica
- Campanula cashmeriana
- Campanula caucasica
- Campanula celsii
- Campanula cenisia
- Campanula cervicaria
- Campanula cespitosa
- Campanula choruhensis
- Campanula chrysosplenifolia
- Campanula cichoracea
- Campanula ciliata
- Campanula cochleariifolia
- Campanula cochleromena
- Campanula collina
- Campanula columnaris
- Campanula comosiformis
- Campanula conferta
- Campanula constantini
- Campanula coriacea
- Campanula crassipes
- Campanula cremnophila
- Campanula crenulata
- Campanula cretica
- Campanula creutzburgii
- Campanula crispa
- Campanula cymaea
- Campanula cymbalaria
- Campanula daghestanica
- Campanula damascena
- Campanula damboldtiana
- Campanula dasyantha
- Campanula daucoides
- Campanula davisii
- Campanula decumbens
- Campanula delicatula
- Campanula demirsoyi
- Campanula dersimensis
- Campanula dichotoma
- Campanula dieckii
- Campanula dimitrii
- Campanula dimorphantha
- Campanula divaricata
- Campanula dolomitica
- Campanula drabifolia
- Campanula dulcis
- Campanula dzaaku
- Campanula dzyschrica
- Campanula edulis
- Campanula ekimiana
- Campanula elatines
- Campanula elatinoides
- Campanula engurensis
- Campanula erinus
- Campanula escalerae
- Campanula euboica
- Campanula euclasta
- Campanula eugeniae
- Campanula excisa
- Campanula expansa
- Campanula fastigiata
- Campanula feijoana
- Campanula fenestrellata
- Campanula ficarioides
- Campanula filicaulis
- Campanula flaccidula
- Campanula foliosa
- Campanula formanekiana
- Campanula forsythii
- Campanula fragilis
- Campanula fransinea
- Campanula fritschii
- Campanula fruticulosa
- Campanula gansuensis
- Campanula garciniae
- Campanula garganica
- Campanula gentilis
- Campanula giesekiana
- Campanula gilliatii
- Campanula glomerata
- Campanula glomeratoides
- Campanula goulimyi
- Campanula gracillima
- Campanula grandis
- Campanula grossekii
- Campanula guinochetii
- Campanula hacerae
- Campanula hagielia
- Campanula haradjanii
- Campanula hawkinsiana
- Campanula hedgei
- Campanula hercegovina
- Campanula hermannii
- Campanula herminii
- Campanula heterophylla
- Campanula hieracioides
- Campanula hierapetrae
- Campanula hierosolymitana
- Campanula hispanica
- Campanula hissarica
- Campanula hofmannii
- Campanula hongii
- Campanula humillima
- Campanula hypopolia
- Campanula hystricula
- Campanula iconia
- Campanula immodesta
- Campanula incanescens
- Campanula incurva
- Campanula intercedens
- Campanula involucrata
- Campanula isaurica
- Campanula isophylla
- Campanula jacobaea
- Campanula jacquinii
- Campanula jadvigae
- Campanula jaubertiana
- Campanula jordanovii
- Campanula jurjurensis
- Campanula justiniana
- Campanula kachethica
- Campanula kamariana
- Campanula kantschavelii
- Campanula karabaghensis
- Campanula karadjana
- Campanula karakuschensis
- Campanula kastellorizana
- Campanula keniensis
- Campanula kermanica
- Campanula khorasanica
- Campanula kiharae
- Campanula kirikkoleensis
- Campanula kladniana
- Campanula kolakovskyi
- Campanula kolenatiana
- Campanula komarovii
- Campanula kotschyana
- Campanula koyuncui
- Campanula kurdistanica
- Campanula laciniata
- Campanula lactiflora
- Campanula lamondiae
- Campanula lanata
- Campanula lasiocarpa
- Campanula latifolia
- Campanula lavrensis
- Campanula lazica
- Campanula leblebicii
- Campanula ledebouriana
- Campanula lehmanniana
- Campanula leucantha
- Campanula leucoclada
- Campanula leucosiphon
- Campanula lezgina
- Campanula lingulata
- Campanula litvinskajae
- Campanula longisepala
- Campanula longistyla
- Campanula lourica
- Campanula luristanica
- Campanula lusitanica
- Campanula luzhijiangensis
- Campanula lycica
- Campanula lyrata
- Campanula macrochlamys
- Campanula macrorhiza
- Campanula macrostachya
- Campanula macrostyla
- Campanula mairei
- Campanula malatyaensis
- Campanula marcenoi
- Campanula marchesettii
- Campanula mardinensis
- Campanula martinii
- Campanula massalskyi
- Campanula matritensis
- Campanula medium
- Campanula mekongensis
- Campanula merxmuelleri
- Campanula micrantha
- Campanula microdonta
- Campanula microphylloidea
- Campanula mirabilis
- Campanula moesiaca
- Campanula mollis
- Campanula monodiana
- Campanula montenegrina
- Campanula monteverdensis
- Campanula moravica
- Campanula morettiana
- Campanula mugeana
- Campanula munzurensis
- Campanula myrtifolia
- Campanula nakaoi
- Campanula nejceffii
- Campanula nisyria
- Campanula numidica
- Campanula nuristanica
- Campanula occidentalis
- Campanula odontosepala
- Campanula oligosperma
- Campanula olympica
- Campanula omeiensis
- Campanula orbelica
- Campanula oreadum
- Campanula oreodoxa
- Campanula orphanidea
- Campanula ossetica
- Campanula ovacikensis
- Campanula pamphylica
- Campanula pangea
- Campanula papillosa
- Campanula paradoxa
- Campanula parnassica
- Campanula parryi
- Campanula patula
- Campanula pelia
- Campanula pelviformis
- Campanula pendula
- Campanula peregrina
- Campanula perpusilla
- Campanula persepolitana
- Campanula persicifolia
- Campanula peshmenii
- Campanula petiolata
- Campanula petraea
- Campanula petrophila
- Campanula phitosiana
- Campanula phrygia
- Campanula phyctidocalyx
- Campanula pichleri
- Campanula pinatzii
- Campanula pindicola
- Campanula pinnatifida
- Campanula piperi
- Campanula podocarpa
- Campanula pollinensis
- Campanula polyclada
- Campanula pontica
- Campanula portenschlagiana
- Campanula poscharskyana
- Campanula postii
- Campanula praesignis
- Campanula precatoria
- Campanula primulifolia
- Campanula propinqua
- Campanula pseudostenocodon
- Campanula psilostachya
- Campanula ptarmicifolia
- Campanula pterocaula
- Campanula pubicalyx
- Campanula pulla
- Campanula pulvinaris
- Campanula punctata
- Campanula pyramidalis
- Campanula quercetorum
- Campanula raddeana
- Campanula radicosa
- Campanula radula
- Campanula raineri
- Campanula ramosissima
- Campanula rapunculoides
- Campanula rapunculus
- Campanula rashtiana
- Campanula raveyi
- Campanula reatina
- Campanula rechingeri
- Campanula reiseri
- Campanula retrorsa
- Campanula reuteriana
- Campanula rhodensis
- Campanula rhomboidalis
- Campanula rimarum
- Campanula robertsonii
- Campanula romanica
- Campanula rosmarinifolia
- Campanula rotata
- Campanula rotundifolia
- Campanula rubasensis
- Campanula rumeliana
- Campanula rupestris
- Campanula rupicola
- Campanula ruscinonensis
- Campanula sabatia
- Campanula samothracica
- Campanula saonissia
- Campanula sarmatica
- Campanula sartorii
- Campanula sauvagei
- Campanula saxatilis
- Campanula saxifraga
- Campanula saxifragoides
- Campanula saxonorum
- Campanula scabrella
- Campanula scheuchzeri
- Campanula schimaniana
- Campanula sciathia
- Campanula sclerophylla
- Campanula sclerotricha
- Campanula scoparia
- Campanula scopelia
- Campanula scouleri
- Campanula scutellata
- Campanula secundiflora
- Campanula semisecta
- Campanula seraglio
- Campanula serhouchenensis
- Campanula serrata
- Campanula shetleri
- Campanula sibirica
- Campanula sidoniensis
- Campanula silifkeensis
- Campanula simulans
- Campanula sivasica
- Campanula skanderbegii
- Campanula songutica
- Campanula sparsa
- Campanula spatulata
- Campanula speciosa
- Campanula specularioides
- Campanula spicata
- Campanula staintonii
- Campanula stellaris
- Campanula stenocarpa
- Campanula stenocodon
- Campanula stenosiphon
- Campanula stevenii
- Campanula stricta
- Campanula strigillosa
- Campanula strigosa
- Campanula suanetica
- Campanula sulaimanii
- Campanula sulphurea
- Campanula sylvatica
- Campanula tanfanii
- Campanula tatrae
- Campanula telephioides
- Campanula telmessi
- Campanula tenuissima
- Campanula teucrioides
- Campanula teutana
- Campanula thyrsoides
- Campanula tokurii
- Campanula tomentosa
- Campanula tommasiniana
- Campanula topaliana
- Campanula trachelium
- Campanula trachyphylla
- Campanula transsilvanica
- Campanula transtagana
- Campanula trichocalycina
- Campanula trichopoda
- Campanula tridentata
- Campanula tristis
- Campanula troegerae
- Campanula trojanensis
- Campanula tschuktschorum
- Campanula tubulosa
- Campanula tymphaea
- Campanula uyemurae
- Campanula vaillantii
- Campanula vardariana
- Campanula velata
- Campanula velebitica
- Campanula veneris
- Campanula versicolor
- Campanula vicinituba
- Campanula vidalii
- Campanula waldsteiniana
- Campanula wanneri
- Campanula wattiana
- Campanula willkommii
- Campanula witasekiana
- Campanula xylocarpa
- Campanula yaltirikii
- Campanula yildirimlii
- Campanula yunnanensis
- Campanula zangezura